# Yoshiichi Watanabe
Yoshiichi Watanabe (渡辺 由一, Watanabe Yoshiichi, 5 april 1954) is een Japans voormalig voetballer die als middenvelder speelde.

## Clubcarrière
In 1973 ging Watanabe naar de Sendai University, waar hij in het schoolteam voetbalde. Nadat hij in 1977 afstudeerde, ging Watanabe spelen voor Toyo Industries, de voorloper van Mazda. In 6 jaar speelde hij er 81 competitiewedstrijden en scoorde 3 goals. Watanabe beëindigde zijn spelersloopbaan in 1982.

## Japans voetbalelftal
Yoshiichi Watanabe debuteerde in 1979 in het Japans nationaal elftal en speelde 6 interlands, waarin hij 1 keer scoorde.

## Statistieken
| Japans voetbalelftal | Japans voetbalelftal | Japans voetbalelftal |
| Jaar                 | Wed.                 | Dlp.                 |
| -------------------- | -------------------- | -------------------- |
| 1979                 | 6                    | 1                    |
| Totaal               | 6                    | 1                    |